# John Loeillet
John Loeillet (getauft als Jean-Baptiste Loeillet am 18. November 1680 in Gent; † 19. Juli 1730 in London) war ein Komponist, Cembalist, Flötist und Oboist.

## Leben
John Loeillets Eltern waren der Arzt Jean Baptiste François Loeillet (1653–1685) und seine zweite Frau Barbe (geb. Buys). Er wurde am 18. November 1680 in der Sankt-Jakobskirche in Gent getauft. Nach dem Tod seines Vaters 1685 kamen er und sein Bruder Jaques zu ihrem Onkel Pierre Loeillet (1651–1735), der auch in Gent lebte. Er war Violinist und Konzertmeister. 1688 wurde Pierres Sohn Jean-Baptiste Loeillet geboren. Seit 1705 ist John Loeillet in London nachgewiesen und nannte sich dort jetzt John. Zunächst spielte er im Orchester des Drury Lane Theatres. Dann wurde er Solist im Opernorchester des Queen’s Theatres. Daneben gab er Cembalounterricht. Ab 1710 war er wohl finanziell unabhängig. Er begann eine wöchentliche Konzertreihe, musical-at-homes, bei der musikalische Laien unter seiner Leitung und gegen Entgelt mit ihm musizieren konnten. Er starb als reicher Mann mit einer großen, wertvollen Musikinstrumentensammlung.
Auch zur Unterscheidung von Jean-Baptiste Loeillet de Gant (* 1688) wird er bis heute als John Loeillet oder auch John of London bezeichnet. Seine Werke wurden in England teilweise unter dem Namen Lully registriert; eine Verwechslung mit Jean-Baptiste Lully (1632–1687) ist deswegen auch nicht ausgeschlossen.
Loeillet schrieb Instrumentalmusik, vor allem für die Querflöte. Es heißt, er habe die moderne Form dieses Instruments in England eingeführt.

## Werke
- Lesson for the Harpsichord (1712)
- 6 Suiten für Cembalo oder Spinett (1723)
- 6 Triosonaten Op. 1 für Flöte, Oboe oder Violinen und B. c. (1722)
- 12 Triosonaten Op. 2 für Flöte, Oboe oder Violinen und B. c. (1725)
- 12 Sonaten Op. 3 für Altblockflöte bzw. Flöte und B. c. (1729)
- Quintett h-Moll für 2 Querflöten, 2 Blockflöten in d1 und B. c.

## Einspielungen
- Loeillet: Sonatas & Triosonatas,  Patrick Denecker, Flöte; La Caccia., 2006, Musica ficta MF8007. Enthält Aufnahmen von Sonaten von Jean-Baptiste Loeillet de Gant, John Loeillet und Jacques Loeillet.
- Cembalosuiten Nr. 1–5. Luciano Sgrizzi, Cembalo, ERATO, 1971. enthält Lesson Nr. 1 in e; Lesson Nr. 3 in g; Suite Nr. 1 in g; Suite Nr. 2 in A; Suite Nr. 4 in D; aus sechs Suiten (1725)